# Pachirisu
Pachirisu est un Pokémon de la famille des écurélec (type électrique) de la 4e génération.

## Création

### Conception graphique
Nintendo et Game Freak n'ont pas évoqué la source d'inspiration de ce Pokémon. Néanmoins, certains fans avancent qu'il pourrait être basé sur l'apparence d'un écureuil.

### Étymologie
Pachirisu vient de : pachi-pachi (crépitement électrique en japonais) et de : risu (écureuil en japonais).
Pachirisu est le nom français, anglais et japonais de ce Pokémon.

## Description
Pachirisu est un Pokémon qui est plutôt mignon, de couleur bleu et blanche pour la version traditionnelle, et rose et blanche pour la version chromatique. Il vit principalement dans les arbres et vit dans des souches d'arbres qu'il tapisse de ses boules de poils. S'il est attaqué, sa principale défense est coup de jus ; de l'électricité statique qu'il accumule dans ses joues et qu'il décharge avec sa queue.
Il mesure 40 cm de haut et pèse 3,9 kg.

## Apparitions

### Jeux vidéo
Pachirisu apparaît dans série de jeux vidéo Pokémon. D'abord en japonais, puis traduits en plusieurs autres langues, ces jeux ont été vendus à plus de 200 millions d'exemplaires à travers le monde.

### Série télévisée et films
La série télévisée Pokémon ainsi que les films sont des aventures séparées de la plupart des autres versions de Pokémon et mettent en scène Sacha en tant que personnage principal. Sacha et ses compagnons voyagent à travers le monde Pokémon en combattant d'autres dresseurs Pokémon.